# Секиз-бей
Секиз-бей (тат. Sikez, Сикез) — золотоордынский бек (князь). В 1349 г. правитель г. Азак. В 1360-е гг. переселился в район реки Пьяна, где подчинил себе местное мордовское население и построил крепость. Ок. 1370 г. улус Секиз-бея был захвачен Мамаем. Секиз-бей бежал в Москву, перешёл на службу к великому князю Дмитрию Донскому и принял христианство. Родоначальник рода Черкизовых (Старковых). Ряд исследователей полагает его также предком Баюша Разгильдеева, от которого пошёл род Баюшевых.